# Nyílt tengeren: Cápák között
A Nyílt tengeren 3: Cápák között (Open Water 3: Cage Dive) egy 2017-ben bemutatott ausztrál thriller, úgynevezett túlélőhorror, melyet valós események alapján forgattak. A filmet Gerald Rascionato írta és rendezte és a Lionsgate forgalmazta. A Nyílt tengeren-sorozat harmadik részeként került be a köztudatba, de csak témájában kapcsolódik a sorozat előző két részéhez, cselekményében önálló darab.
A film cselekménye három Ausztráliában nyaraló amerikai fiatalt követ nyomon, akik egy extrém televíziós valóságshow-hoz készítenek castingvideót egy ketrecbúvárkodással egybekötött kiránduláson. A Nyílt tengeren: Cápák között végig egyes szám első személyben, azaz a szereplők szemszögéből mutatja be az eseményeket, olyan látásmódban, mintha azt ők a saját kézikamerájukkal közvetítenék a film nézői számára. Ebben is és témájában is hasonlít egy másik 2017-es cápatámadásos filmhez, a 47 méter mélyenhez.

## Cselekmény
A nyitójelenetben egy 2015. október 21-én történt balesetet figyelhet meg a néző. Ekkor egy ausztráliai ketrecbúvárkodásos hajókiránduláson az egyik hajót felborítja egy a viharban keletkező hullám. Több túlélőt kimentenek, miközben több halálesetről számolnak be, de három Laguna Beach-i fiataltnem találnak. Egy héttel később egy búvár egy zátony mentén talál egy kamerát a korallba ékelődve, amelyben sértetlenül megtalálja az SD-kártyát is. A búvár a film készítőinek adott nyilatkozatban elmondja, hogy a kamerán található felvételből – amelyet feltöltött a közösségi médiába – kiderül, hogy az a három eltűnt amerikai fiatalnak, Joshnak, Josh testvérének, Jeffnek, és Jeff barátnőjének, Megannek a tulajdona. Innentől kezdve a film a megtalált felvételek alapján rekonstruálja a történéseket.
A trió 2015. október 18-án érkezett meg Sydneybe, ahol néhány napig Gregnél, Josh és Jeff unokatestvérénél szállnak meg. Mivel egy extrém televíziós valóságshowhoz készítettek casting anyagot, ezért az itteni eseményeket is rögzítették a mindenhová magukkal vitt kézikamerájukkal. A három fiatalról több minden kiderül, többek köt az is, hogy Megan viszonyt folytat Josh-sal is, annak testvérének tudta nélkül.
A ketrecbúvárkodással egybekötött hajókirándulás, amelyre jelentkeztek, 2015. október 21-én volt esedékes. A kirándulócsoport reggeli órákban indult útjára, majd miután a szervezők felhívják a résztvevők figyelmét a veszélyekre, különös tekintettel a fehér cápa okozta veszélyhelyzetre, a résztvevők mind alámerülnek egy-egy ketrecben. Jeff, Megan és Josh sikeresen kimenekül a saját ketrecéből, miután egy a kialakuló vihar által keletkezett hullám felborítja a hajójukat. A vízfelszínen több sérült túlélőt is cápák támadnak meg és húznak a víz alá. Jeff, Megan és Josh még néhány órával a hajó felborulását követően is a vízben tartózkodnak, és bár a cápatámadást és az azt követő pánikot túlélték, helyzetük egyre rosszabbra fordul. Ugyan látnak a távolban egy mentőhajót, de odaúszniuk nincs erejük, és számításaik szerint valószínűleg idejük sem lenne rá. Szerencséjükre találnak pár elsodródott mentőmellényt, amelyben legalább meg tudnak kapaszkodni. Mindeközben Jeff, akinek szívbetegsége rendszeres gyógyszeres kezelést igényel, gyengülni kezd és állapota folyamatos romlásnak indul.
Este hat óra körül Jeff észrevesz egy feléjük úszó jégládát, és megpróbálja megszerezni, de eközben megtámadja egy cápa, amely megsebesíti a mellkasát, így visszaúszik a többiekhez. Napnyugtakor kikapcsolják a videokamerát, hogy kíméljék az akkumulátort, hisz arra nagy szükségük lesz az éjszakai látás, tájékozódás miatt. Körülbelül 23:30-kor Josh zajt hallva bekapcsolja a kamerát. Az éjjellátó felvesz egy közelben lebegő tárgyat. Jeff odaúszik hozzá, és felfedezi, hogy az egy négyfős felfújható mentőtutaj. Felfújják, és annak belsejében néhány vészjelző rakétát is találnak. Hajnali egy óra körül Megan videófelvételt készít, miközben a testvérek alszanak, de a nő kívülről valami hangot hall így felébreszti őket. Kint észrevesznek egy cápát, de Josh észrevesz egy nőt is, aki a közelben egy azonosíthatatlan törmelékbe kapaszkodva úszik, és beugrik, hogy visszahúzza a tutajhoz a bajbajutottat. Felhúzzák a fedélzetre a nőt, és megállapítják, hogy az él, de eszméletlen, és valószínűleg hipotermiában szenved. Megan és Josh vitatkoznak a vészjelzők használatáról, és véletlenül meggyújtják az egyiket. Josh, Megan és Jeff idejében kimenekül, azonban a fáklya meggyújtja a tutajt, egyben megölve ezzel az eszméletlen nőt, illetve újból a nyílt tengerre kényszerítve a három fiatalt, akik újból menedék nélkül maradnak. A csoport vitatkozni kezd, akaratlanul is lelepleződik Josh és Megan titkos viszonya. Jeff haragjában úgy dönt magára hagyja a párost és már messze úszik tőlük, amikor egy cápa Megan lábának ütközik, ami pánikot okoz. Jeff elkezd visszafelé úszni, hogy segítsen a lányon, akit azonban a cápa a víz alá húz. Josh látja, ahogy Megan zúzott búvármaszkja kis időre felbukkan a felszínen. 
Október 22-én, reggel 7:33-kor Jeff újból felvételt készít az egyre inkább lemerülő kézikamera segítségével. A testvérpár viszonya végérvényesen megromlott, bár Josh bűnbánatot mutat. Jeff nem sokkal később rosszul lesz szívgyógyszereinek hiányában, és elveszti az eszméletét. 9:30: Josh hagyja, hogy Jeff élettelen teste elsüllyedjen, miután nem tudja már testvére súlyát is megtartani. Egy órával később Josh a felvétel utolsó pillanatait készíti, nem sokkal később pedig fehér cápák rántják a víz alá, amit lemerülése előtt kézikamerája is rögzít.

## Szereplők
| Szereplő     | Színész         |
| ------------ | --------------- |
| Jeff Miller  | Joel Hogan      |
| Josh Miller  | Josh Potthoff   |
| Megan Murphy | Megan Peta Hill |
| Greg         | Pete Valley     |

## Forgatás
A filmet Ausztráliában forgatta a Just One More Productions Pty. Ltd, kezdetekben önálló alkotásnak szánva. A karakterek számára veszélyt jelentett a cápák támadása, ez a Nyílt tengeren-sorozat második részéből teljesen hiányzott. A Nyílt tengeren: Cápák között az első olyan cápatámadásos film, amely teljes egészében egyes szám első személyben lett forgatva, és így mutatja be a történéseket a nézőnek. A rendező, Gerald Rascionato eredetileg Cápák között címmel készült önálló filmet készíteni a témában, és bár egy interjúban említette A cápát, mint inspirációt, a film legnagyobb erényének az eredetiségét, a „talált felvételek” műfajában való úttörő szerepet tartotta. Úgy nyilatkozott, fontosnak tartotta, hogy a karakterekre összpontosítson, és a néző együtt érezzen azokkal a film teljes játékideje alatt, miközben ő a cselekménysort egy egészen új effektust használva próbálja meg elmesélni.

## Forgalmazás
A film forgalmazási jogait 2017 elején vásárolta meg a Lionsgate. A cég nem sokkal később át is nevezte Rascionato alkotását, így lett hivatalos címe Nyílt tengeren: Cápák között, ezzel összekapcsolva a Nyílt tengeren-sorozat előző két részével, nem titkoltan főképp annak Chris Kentis által rendezett és 2003-ban kiadott első részének sikere miatt. A bemutató dátuma 2017. augusztus 11-e lett, majd a filmet később kiadták DVD-n és Blu-rayen is.

## Fogadtatás
A filmes kritikákat gyűjtő Rotten Tomatoes internetes szakportálon a film 25%-os értékelést kapott 8 vélemény alapján. Érdekesség, hogy ebből öt kritika spanyol nyelvű kritikusoktól származik, valószínűleg azért, a film nemzetközi bevételeinek több mint a felét Mexikó generálta.
A brit Starburst magazinban Andrew Pollard pozitív kritikát fogalmazott meg a filmmel kapcsolatban. Negatív véleménnyel illette a produkció szerinte megtévesztő plakátképét, melyen szerinte egy megalodon-szerű óriáscápa szerepel, megtévesztve ezzel a film iránt érdeklődőket. Ezzel szemben a cselekményt a "feszült, lebilincselő és magával ragadó" jelzőkkel, a színészi játékot pedig "többnyire jól sikerültnek" nevezte őket. Összességében 7/10-es osztályzatot adott a produkciónak.
Steve Barton, az amerikai Dread Central internetes szakportál munkatársa a sorozat második epizódjához képest meglepően jónak titulálta a Cápák közöttet, de az egyes szám első személyben való közlésmódot, kézikamera használatot soknak tartotta, véleménye szerint egy idő után az alkotás túlélőfilm jellege  nem tűnt eléggé eredetinek, hitelesnek. A cápatámadásos jeleneteket jónak véleményezte, bár megemlíti kritikájában, hogy számuk lehetett volna több is a film során.
Az IMDb-n a film többnyire negatív kritikákat kapott a kritikusoktól.